# Lodewijk Woltjer
Lodewijk Woltjer, född 26 april 1930 i Noordwijk i Zuid-Holland, död 25 augusti 2019 i Genève i Schweiz, var en nederländsk astronom. Han var son till astronomen Jan Woltjer.
Woltjer studerade i Leiden där han 1957 under Jan Oort doktorerade på en avhandling över Krabbnebulosan. Han hade en tid forskningsuppdrag vid amerikanska universitet och var professor i teoretisk astrofysik och plasmafysik i Leiden. Från 1964 till 1974 innehade han Rutherford-professuren i astronomi vid Columbia University i New York. Från 1967 till 1974 var han redaktör för Astronomical Journal. 
Från 1975 till 1987 var Woltjer generaldirektör för Europeiska sydobservatoriet (ESO) och från 1994 till 1997 var han president för Internationella astronomiska unionen. Han har senare varit verksam vid Observatoire de Haute-Provence. Woltjer invaldes 1988 som utländsk ledamot av svenska Vetenskapsakademien. Samma år tilldelades han Janssenmedaljen.
Asteroiden 3377 Lodewijk är uppkallad efter honom.

### Tryckt litteratur
- Kungl. vetenskapsakademien, Matrikel 1991. Stockholm: Kungl. Vetenskapsakademien. 1991. sid. 88. ISSN 0302-6558 Libris 3638900